# Eutaxocrinus
Eutaxocrinus is een geslacht van uitgestorven zeelelies uit de klasse van de Crinoidea.

## Soorten
- Eutaxocrinus chinaensis Lane et al. 1997
- Eutaxocrinus gracilis Meek & Worthen 1865
- Eutaxocrinus maccoyanus Salter 1873
- Eutaxocrinus whiteavesi Springer 1906